# Contea di Jasper (Missouri)
La contea di Jasper (in inglese Jasper County) è una contea dello Stato del Missouri, negli Stati Uniti. La popolazione al censimento del 2000 era di 104 686 abitanti. Il capoluogo di contea è Carthage.